# رچت و کلنک (فیلم)
رَچت و کِلنک (انگلیسی: Ratchet & Clank) یک فیلم پویانمایی رایانه‌ای سه‌بعدی در ژانر علمی-تخیلی کمدی به کارگردانی کوین مونرو است که بر اساس اولین قسمت در مجموعه بازی‌های ویدئویی به همین نام از شرکت اینسامنیاک گیمز ساخته شده‌است. از صداپیشگان آن می‌توان به جیمز آرنولد تیلور، پل جیاماتی، بلا تورن، رزاریو داوسون، جان گودمن و سیلوستر استالونه اشاره کرد. رچت و کلنک در ۲۹ آوریل ۲۰۱۶ توسط گرامرسی پیکچرز و در ایالات متحده به صورت گسترده اکران شد.

## صداپیشگان
- جیمز آرنولد تیلور در نقش رچت، یک لامبکس (گربه انسان‌نمای دوپا) که دوست دارد کماندو شود.
- دیوید کایه در نقش کلنک، یک ربات انسان‌نما که با رچت دوست می‌شود.
- پل جیاماتی در نقش رئیس دریک که سرپرت گروه تبهکار بلارگ است.
- جان گودمن در نقش گریروث راز، یک مکانیک و مربی رچت
- بلا تورن در نقش کورا ورالوکس یک کوماندوی گالاکتیکی
- رزاریو داوسون در نقش الاریس پشتیبانی کننده گروه کماندوی گالاکتیک
- سیلوستر استالونه در نقش ستوان پیکتور
- جیم وارد در نقش کاپیتان کوآرک Captain Qwark
- آرمین شیمرمن
- وینسنت تونگ در نقش براکس لکتروس، خزنده عجیب الخلقه
- اندرو کوندن در نقش زد
- لی توکار در نقش آقای میکرون
- کل هاوارد در نقش استانلی